# Усачёв, Владимир Иванович
Владимир Иванович Усачёв (21 января 1963, Кустанайская область — 7 января 2000) — старший оперуполномоченный, капитан милиции, Герой Российской Федерации.

## Биография
Родился 21 января 1963 года в поселке Волгоградский Джетыгаринского района Кустанайской области.
C 1983 года в милиции. Начинал в ППС, служил в ОМОНе, потом стал оперуполномоченным СОБР в Санкт-Петербурге.
В служебной командировке на Северном Кавказе. 7 января 2000 года погиб во время штурма Грозного.
Звание Героя Российской Федерации присвоено указом Президента Российской Федерации № 1243 от 4 июля 2000 года (посмертно).
Награждён медалью ордена «За заслуги перед Отечеством» II степени и орденом Мужества.
Похоронен на Смоленском кладбище Санкт-Петербурга.